# Hydroporus bodemeyeri
Hydroporus bodemeyeri är en skalbaggsart som beskrevs av Ludwig Ganglbauer 1900. Hydroporus bodemeyeri ingår i släktet Hydroporus och familjen dykare.

## Underarter
Arten delas in i följande underarter:
- H. b. bodemeyeri
- H. b. guignoti
- H. b. cariaensis